# جری مارن
جری مارن (انگلیسی: Jerry Maren؛ زادهٔ ۲۴ ژانویهٔ ۱۹۲۰ – درگذشته ۲۴ مه ۲۰۱۸) بازیگر اهل ایالات متحده آمریکا بود. وی بین سال‌های ۱۹۳۸ تا ۲۰۱۳ میلادی فعالیت می‌کرد.
از فیلم‌ها یا برنامه‌های تلویزیونی که وی در آن نقش داشته‌است می‌توان به ترون و جادوگر شهر از اشاره کرد.